# 侯耀华
侯耀华（1946年12月23日—），满族镶蓝旗人，生于北平，喜剧演员、主持人，相声大师侯宝林次子，相声演员侯耀文的胞兄。

## 影视艺术界
侯耀华1984年开始涉足影视剧艺术界，参演过电影《顽主》、《减肥旅行团》、《傍晚她敲响我的门》，电视连续剧《大马路小胡同》、《请拨315》、《编辑部的故事》、《豁口》、《小房东》等。同时，侯耀华也曾担任电视主持人，主持过北京电视台《非常接触》、山東齐鲁电视台《家家乐天天》。
2009年12月16日，侯耀华正式拜相声演员常宝华为师，拜师仪式由李金斗主持，王谦祥、李增瑞、石富宽、唐杰忠等笑星前来捧场。

## 争议
- 侯耀文因病过世后，其遗产分配曾陷入纠纷并引发诉讼，引发社会关注。诉讼最终以调解解决[3][4][5][6][7]。
- 2009年11月、2015年9月，侯耀华被点名曝光代言多个虚假广告[8]。
- 2017年12月，自称侯耀华女徒弟的安娜金在微博上接连发出二人的亲密合影，此事引发争议[9][10][11]。
- 2019年9月，侯耀华收郭德纲的前弟子何伟为徒，使得何伟与郭德纲同辈。[來源請求]
- 侯耀华与郭德纲不和，曾经声称要代表侯门开除郭德纲。但网友质疑侯耀华与侯耀文并不是同门师兄弟，没有资格开除郭德纲。
- 2023年11月，中国政府与缅北当局就缅甸电信网络诈骗展开联合清剿行动之际，网传多位内地、香港明星曾以拍摄影片方式，祝贺前果敢自治区领导委员会主席白所成的二儿子、亨利赌场总经理兼苍胜电诈园区创办人白应苍30岁生日快乐，当中就有侯耀华。[12]

## 参注
1. ↑  . wenhui.whb.cn.   [2022-02-03]. （原始内容存档于2022-02-03）.
2. ↑  . 中国日报网. 2009-12-17  [2010-08-16]. （原始内容存档于2020-09-29）.
3. ↑  .   [2017-12-14]. （原始内容存档于2017-12-14）.
4. ↑  .   [2017-12-14]. （原始内容存档于2017-12-14）.
5. ↑  .   [2017-12-14]. （原始内容存档于2017-12-15）.
6. ↑  .   [2017-12-14]. （原始内容存档于2017-12-14）.
7. ↑  .   [2017-12-14]. （原始内容存档于2017-12-14）.
8. ↑  . k.sina.com.cn.   [2025-02-05]. （原始内容存档于2017-12-14）.
9. ↑  .   [2017-12-14]. （原始内容存档于2017-12-14）.
10. ↑  .   [2017-12-14]. （原始内容存档于2017-12-17）.
11. ↑  .   [2017-12-14]. （原始内容存档于2017-12-14）.
12. ↑  . 香港01. 2023-11-21  [2025-02-04] （中文（香港））.